# SRH Kliniken Landkreis Sigmaringen

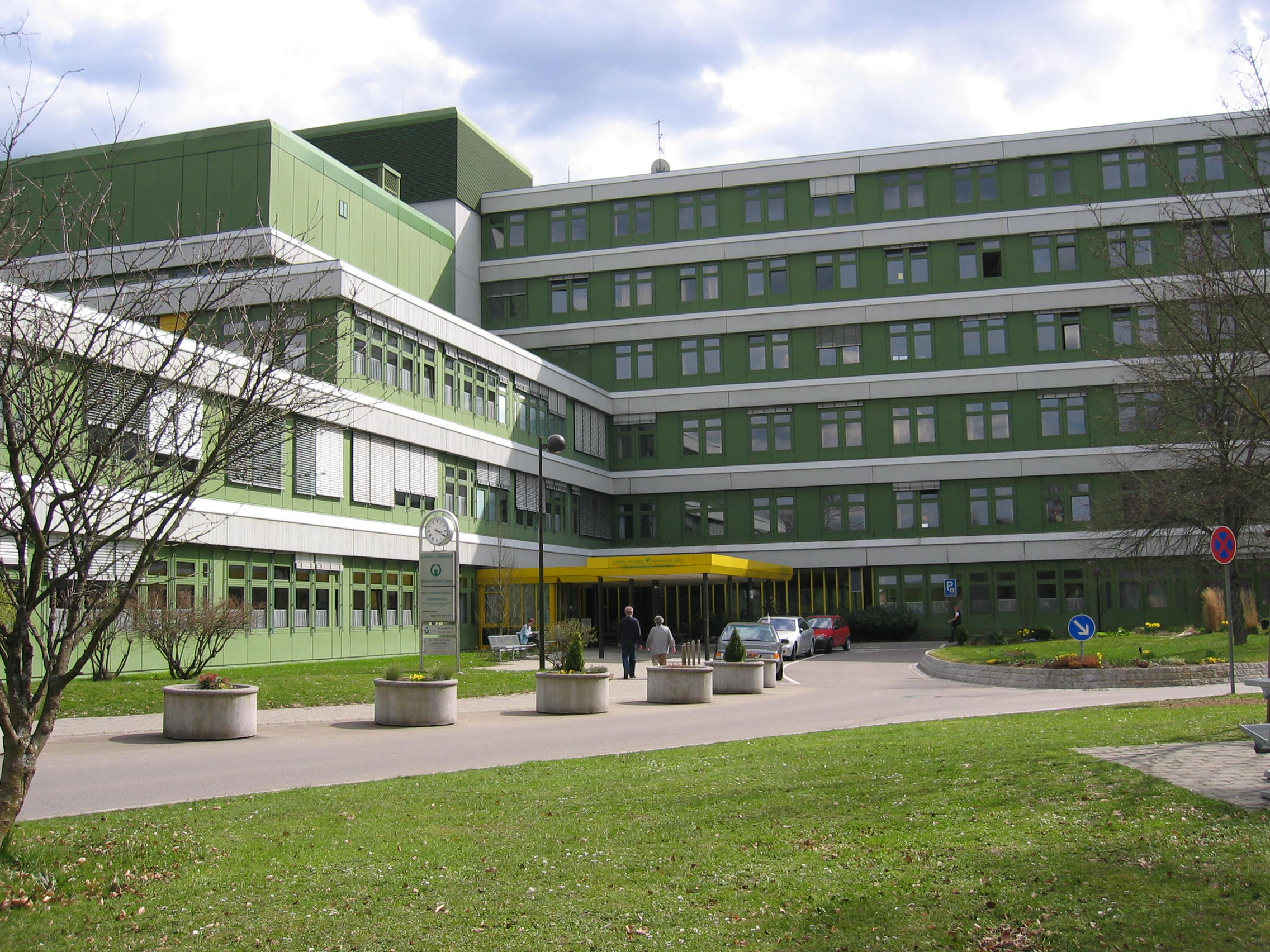
SRH Krankenhaus Sigmaringen

Die SRH Kliniken Landkreis Sigmaringen GmbH (vormals Kliniken Landkreis Sigmaringen GmbH) mit Sitz in Sigmaringen ist eine Krankenhausträgergesellschaft. Hauptgesellschafter ist mit 58,45 Prozent die SRH Gesundheit GmbH, weiterer Gesellschafter ist der Landkreis Sigmaringen mit 41,55 %.
Mit einem Klinikum, einem Fachpflegeheim Annahaus für chronisch psychisch Erkrankte, einer Berufsfachschule für Pflege und vier Medizinischen Versorgungszentren (MVZ) ist das Unternehmen mit rund 1.200 Mitarbeitenden einer der größten Arbeitgeber in der Region.
Historie: Mit Gründung der Kliniken Landkreis Sigmaringen GmbH im Jahre 1996 wurden alle Krankenhäuser des Landkreises in einer Gesellschaft vereint. Der Landkreis Sigmaringen übernahm ab diesem Zeitpunkt gemeinsam mit dem Spitalfonds Pfullendorf die Aufgabe, die akutstationäre Gesundheitsversorgung im Landkreis sicherzustellen.
2014 stieg die SRH Stiftung aus Heidelberg mit in die Gesellschaft ein und wurde Hauptgesellschafter. Der Unternehmensname wurde geändert in SRH Kliniken Landkreis Sigmaringen GmbH.
Mit einem Gesellschafterbeschluss am 28. März 2022 wurde die Konzentration der stationären somatischen Versorgung im Landkreis Sigmaringen am Klinikstandort Sigmaringen beschlossen. Die Schließung des Krankenhauses in Pfullendorf erfolgte am 31. Oktober 2022, die des Krankenhauses in Bad Saulgau am 30. November 2022. Im Zuge des Gesellschafterbeschlusses veräußerte der Spitalfonds Pfullendorf seine Gesellschafteranteile zu gleichen Teilen an die beiden Gesellschafter SRH Gesundheit GmbH und Landkreis Sigmaringen.
Knapp vier Jahre nach dem Spatenstich im September 2019 wurde mit der Fertigstellung des Neubaus der erste Bauabschnitt eines umfassenden Bau- und Sanierungskonzeptes des Klinikums abgeschlossen. Mit einem Festakt und einem Sommerfest für die Bevölkerung wurde der Neubau am 26. Juli 2023 in Betrieb genommen. 

## Einrichtungen
Die Gesellschaft ist aktuell Trägerin folgender Einrichtungen:
- SRH Klinikum Sigmaringen
- SRH Fachpflegeheim Annahaus[1] in Sigmaringen
- SRH Berufsfachschule Pflege in Pfullendorf

Tochtergesellschaft:
- MVZ der Kliniken Landkreis Sigmaringen GmbH

ehemalige Einrichtungen:
- Krankenhaus Bad Saulgau (2022 geschlossen)
- Krankenhaus Pfullendorf (2022 geschlossen)

## Leitung
Zum Geschäftsführer wurde Dieter Rehm bestellt, welcher die Leitung der KLK Sigmaringen bis 2004 innehatte. Sein Nachfolger wurde Hartmut Masanek, der zum 1. Januar 2007 in den Landkreis Biberach wechselte, um Geschäftsführer der Kliniken Landkreis Biberach zu werden. Ihm folgte ab Mai 2007 Fulko Rid als Geschäftsführer, der die Kliniken zum 31. Januar 2008 verließ. Zunächst übergangsweise, später dauerhaft leitete der ehemalige Prokurist Willi Römpp die GmbH. Ab März 2016 hatte Marcus Polle die Geschäftsführung inne, der jedoch seinen Posten bereits nach zwei Monaten wieder räumte. Bis zur Übernahme der Geschäftsführung der SRH Kliniken Landkreis Sigmaringen GmbH und der MVZ Tochtergesellschaften im Mai 2017 durch Frau Melanie Zeitler-Dauner führten Werner Stalla und Jürgen Sprekelmeyer die SRH Kliniken Landkreis Sigmaringen. Ab März 2020 hatte Christine Neu, Mitglied der Geschäftsführung der SRH Kliniken GmbH, interimsweise die Geschäftsführung inne, bis im August 2020 Jan-Ove Faust die Geschäftsführung der SRH-Kliniken Landkreis Sigmaringen GmbH und MVZ Tochtergesellschaften GmbH übernahm. Durch seinen Eintritt in den Ruhestand ging die Geschäftsführung der SRH Kliniken Landkreis Sigmaringen GmbH zum 15. April 2024 an Sven Schönfeld über. Seit dem 1. Mai 2024 werden die MVZ der Kliniken Landkreis Sigmaringen zudem von Peggy Hanisch geleitet.